# STS-42
La STS-42 è una missione spaziale del Programma Space Shuttle.

## Equipaggio
L'equipaggio è stato diviso in due gruppi di esperimenti.
- Comandante: Ronald J. Grabe (3)
- Pilota: Stephen S. Oswald (1)
- Specialista di missione 1: Norman E. Thagard (4))
- Specialista di missione 2: David C. Hilmers (4)
- Specialista di missione 3: William F. Readdy (1)
- Specialista del carico utile 1: Roberta L. Bondar (1)
- Specialista del carico utile 2: Ulf Merbold (2)

Tra parentesi il numero di voli spaziali completati da ogni membro dell'equipaggio, inclusa questa missione.

## Parametri della missione
- Massa:
  - Navetta al lancio: 110.400 kg
  - Navetta al rientro: 98.890 kg
  - Carico utile: 13.066 kg
- Perigeo: 291 km
- Apogeo: 307 km
- Inclinazione: 57°
- Periodo: 1 ora, 30 minuti e 30 secondi